# Paróquia Santa Edviges (Uberlândia)
A Paróquia Santa Edviges é uma circunscrição eclesiástica católica, pertencente à Diocese de Uberlândia. Foi fundada em 11 de dezembro de 1988 por Dom Frei Estevão Cardoso de Avelar, O.P.. Está localizada no Bairro Luizote de Freitas, Zona Oeste de Uberlândia, e é composta da Matriz Santa Edviges, da Comunidade Sagrado Coração de Jesus e da Comunidade Imaculada Conceição.
- Pároco: Padre João Carlos de Araújo[nota 1]